# حسين شهاب
حسين علي شهاب لاعب دولي قطري من أصول عراقية .
بدأ لعبه في نادي الأهلي القطري في الفئات السنية. و انتقل لنادي لخويا موسم 2009-2010 بعقد لمدة خمسة سنوات وفي موسم 2013-2014 جدد عقده مع لخويا وأعاره لخويا إلى أم صلال وانتقل إلى الغرافة عام 2015 وأعاره الغرافة إلى معيذر عام 2017 .

## انجازاته
1. بطولة دوري الدرجة الثانية مرة مع فريق لخويا 2009-2010
2. بطولة دوري نجوم قطر مرة مع فريق لخويا 2010-2011
3. بطولة دوري نجوم قطر مع فريق لخويا 2011-2012
4. بطولة كاس ولي العهد مرة مع فريق لخويا 2012-2013

حسين علي شهاب في موقع كورة
http://www.kooora.com/?player=73810

## روابط خارجية
- حسين شهاب على موقع قاعدة بيانات كرة القدم.إي يو (الإنجليزية)
- حسين شهاب على موقع ناشيونال فوتبول تيمز (الإنجليزية)